# Stefan Johannesson
Stefan Johannesson (født 22. november 1973) er en svensk fodbolddommer fra Stockholm. Han har dømt internationalt under det internationale fodboldforbund FIFA siden 2003, hvor han er indrangeret som Premier Development Category-dommer, der er det næsthøjeste niveau for internationale dommere, hvor han er udset til at rykke op som elite dommer inden for den nærmeste fremtid.